# 양용모 (가수)
양용모(1960년 12월 17일 ~ )는 대한민국의 가수이다.

## 학력
- 공주중학교
- 대덕대학교 사회복지학과
- 대전대학교 대학원 사회복지학과

## 음반
- 2014년 니가 좋더라
- 2018년 잘 살아보세

## 수상
- 2017년 12월 31일: 한국 최다 방송기록 인증패
- 2018년 11월 28일: MBC가요베스트 대제전 신인상